# A Man Called Shenandoah
A Man Called Shenandoah è una serie televisiva statunitense in 34 episodi trasmessi per la prima volta nel corso di una sola stagione dal 1965 al 1966.
È una serie del genere western con protagonista Robert Horton.

## Trama
Un uomo viene colpito e creduto morto. Due cacciatori di bisonti lo trovano e, pensando che possa essere un fuorilegge, lo portano alla città più vicina, nella speranza di ricevere una ricompensa. Quando riprende conoscenza, l'uomo non ha alcun ricordo di chi sia o del suo passato.
Il medico che gli cura le ferite gli dà il nome di "Shenandoah", affermando che la parola significa "terra del silenzio". Shenandoah comincia così a vagare per il vecchio West alla ricerca di indizi che possano chiarire la sua identità. Viene poi a sapere che era stato un ufficiale dell'Unione durante la guerra civile.

## Personaggi e interpreti
- Shenandoah (34 episodi, 1965-1966), interpretato da Robert Horton.

### Altri interpreti e guest star
Christopher Riordan (9 episodi), James Griffith (2), Gregory Walcott (2), John Cliff (2), Claude Akins (1), Edward Binns (1), Jeanne Cooper (1), Leif Erickson (1), Beverly Garland (1), Henry Jones (1), Martin Landau (1), Cloris Leachman (1), Nehemiah Persoff (1), Andrew Duggan (1), Pat Hingle (1), John McIntire (1), Gary Merrill (1), Albert Salmi (1), Harold J. Stone (1), John Davis Chandler (1), Richard Devon (1), Elinor Donahue (1), Warren Oates (1), Nina Shipman (1), Kent Smith (1), Diana Hyland (1), Lynn Loring (1), Jeanette Nolan (1), John Anderson (1), Robert Anderson (1), Michael Burns (1), Noah Keen (1), Warren J. Kemmerling (1), Milton Selzer (1), David Sheiner (1), Steve Gravers (1), Ken Lynch (1), Don Megowan (1), Dennis Patrick (1), Katie Sweet (1), Kelly Thordsen (1), Robert Foulk (1), Norman Leavitt (1), Simon Scott (1), Adam Williams (1), Mike Ragan (1), Charles Wagenheim (1), Stuart Nisbet (1), Charles Aidman (1), Chris Alcaide (1), Edward Asner (1), Malcolm Atterbury (1), Trevor Bardette (1), Arthur Batanides (1), Hal Baylor (1), Whit Bissell (1), Lloyd Bochner (1), Jim Boles (1), Charlie Briggs (1), Richard Carlyle (1), Paul Carr (1), Robert Carson (1), John Dehner (1), Bruce Dern (1), James Frawley (1), James Gavin (1), Tom Greenway (1), Kevin Hagen (1), Myron Healey (1), George Kennedy (1), Charles McGraw (1), John Milford (1), Mort Mills (1), George Mitchell (1), Kate Murtagh (1), Hank Patterson (1), Robert Random (1), Madlyn Rhue (1), Bing Russell (1), Willard Sage (1), Walter Sande (1), Robert Sorrells (1), Harry Dean Stanton (1), Karen Steele (1), Lorette Strome (1), Lyle Sudrow (1), Harry Townes (1), Joyce Van Patten (1), Harlan Warde (1), Meg Wyllie (1), Bill Zuckert (1), Mark Allen (1), Michael Ansara (1), Roy Barcroft (1), Susan Bay (1), Fred Beir (1), Lyle Bettger (1), Paul Birch (1), Antoinette Bower (1), Lane Bradford (1), Steve Brodie (1), Geraldine Brooks (1), J. D. Cannon (1), Virginia Christine (1), Russell Collins (1), Richard H. Cutting (1), John Damler (1), Maureen Dawson (1), James Doohan (1), Ross Elliott (1), William Fawcett (1), Norman Fell (1), Paul Fix (1), Jay C. Flippen (1), Amber Flower (1), Nina Foch (1), Douglas Fowley (1), Eduard Franz (1), Bert Freed (1), Frank Gorshin (1), James Gregory (1), Berkeley Harris (1), Chester Hayes (1), Ron Hayes (1), Anne Helm (1), Tim Herbert (1), Charles Horvath (1), John Ireland (1), L.Q. Jones (1), Sally Kellerman (1), DeForest Kelley (1), Sandy Kenyon (1), Gail Kobe (1), Louise Latham (1), Fred Lerner (1), Jon Locke (1), Robert Loggia (1), Ann Loos (1), Frank Marth (1), Strother Martin (1), Juliet Mills (1), Martin Milner (1), Read Morgan (1), Byron Morrow (1), Gregory Morton (1), Brian Nash (1), Leonard Nimoy (1), Arthur O'Connell (1), Tom O'Leary (1), Susan Oliver (1), Woodrow Parfrey (1), Vic Perrin (1), Joanna Pettet (1), Bill Quinn (1), John Reilly (1), Ernest Sarracino (1), James Seay (1), Charles Seel (1), George Selk (1), Alfred Shelly (1), Jan Shepard (1), Quintin Sondergaard (1), Fay Spain (1), Rikki Stevens (1), Warren Stevens (1), Karl Swenson (1), Larry Thor (1), Russell Thorson (1), Herb Vigran (1), Jason Wingreen (1), Michael Witney (1), Than Wyenn (1).

## Produzione
La serie, ideata da E. Jack Neuman, fu prodotta da Vincent M. Fennelly per la Bronze Enterprises e la MGM Television e girata nei Metro-Goldwyn-Mayer Studios a Culver City, in California. Le musiche furono composte da George Stoll.

### Registi
Tra i registi sono accreditati:
- Nathan Juran in 6 episodi (1965-1966)
- Jud Taylor in 6 episodi (1965-1966)
- Joseph H. Lewis in 3 episodi (1965-1966)
- Harry Harris in 3 episodi (1965)
- David Alexander in 2 episodi (1965)
- Don McDougall in 2 episodi (1965)
- Murray Golden in 2 episodi (1966)
- Tom Gries in 2 episodi (1966)
- Thomas Carr in un episodio (1965)
- John English in un episodio (1965)
- Boris Sagal in un episodio (1965)
- Paul Wendkos in un episodio (1965)
- Lewis Allen in un episodio (1966)
- Jerry Hopper in un episodio (1966)
- Byron Paul in un episodio (1966)
- Virgil W. Vogel in un episodio (1966)

### Sceneggiatori
Tra gli sceneggiatori sono accreditati:
- Robert Hamner in 8 episodi (1965-1966)
- E. Jack Neuman in 7 episodi (1965)
- Robert C. Dennis in 4 episodi (1965-1966)
- Daniel B. Ullman in 4 episodi (1965-1966)
- Ed Adamson in 3 episodi (1966)
- Samuel A. Peeples in 2 episodi (1965-1966)
- Paul Savage in 2 episodi (1966)
- Antony Ellis in un episodio (1965)
- Frank Gruber in un episodio (1965)
- Norman Katkov in un episodio (1965)
- Daniel Mainwaring in un episodio (1965)
- Terence Maples in un episodio (1965)
- Sam Ross in un episodio (1965)
- Jack Turley in un episodio (1965)
- Theodore Apstein in un episodio (1966)
- Tony Barrett in un episodio (1966)
- Charles Hoffman in un episodio (1966)
- Adrian Spies in un episodio (1966)

## Distribuzione
La serie fu trasmessa negli Stati Uniti dal 13 settembre 1965 al 16 maggio 1966 sulla rete televisiva ABC. È stata distribuita anche in Germania Ovest con il titolo Der Mann ohne Namen.

## Episodi
| Stagione       | Episodi | Prima TV USA |
| -------------- | ------- | ------------ |
| Prima stagione | 34      | 1965-1966    |